# 户育乡
户育乡（景頗語：或:152），是云南省德宏傣族景颇族自治州瑞丽市下辖的一个乡，位于瑞丽市西北部。

## 历史
1956年，建立区级户育生产文化站，下辖户育、雷弄、班岭、等嘎、广宋等5乡。1966年，广宋乡更名弄贤乡。1969年实行人民公社化运动，改为户育公社，“文化大革命”时曾更名东风公社，1976年恢复原名，仍保留人民公社称谓。1970年，前哨大队（等嘎）划出参组卫东公社（弄岛）。1984年恢复区乡建置，改为户育区。1986年撤区建乡，改为户育乡，原乡改为村公所。:81-83

## 地理
户育乡总面积204平方千米，距离瑞丽市区20千米，西北隔南畹河与缅甸相望，有国境线19.8千米；2016年有人口8,521人，其中景颇族4,703人（占55.2%），汉族2,389人（占28%）:101。户育乡辖境多为山区，最高峰营盘山海拔1,765.5米，最低点广蚌寨团结大沟海拔769米:108，森林覆盖率80%:101。

## 行政区划
户育乡下辖以下地区：
户育村、弄贤村、班岭村和雷弄村。

## 经济
户育乡是山区农业乡:108，2016年有耕地面积28,418亩:90，农村经济总收入19,427万元，主要作物有粮食、橡胶、石斛、柚子等:103。2011年全年社会商品销售额334万元，财政收入392万元:2584，瑞丽环山工业园（二期）位于乡内。

## 基础设施
户育乡有4所小学，乡内建有文化站1个、卫生院1所:104。截止2011年，乡内有县乡级公路3条，总长146千米:2584，龙瑞高速弄岛连接线过境。